# エルティ・レウィテス
エルティ・レウィテス・ロドリゲス（Herty Lewites Rodríguez、1939年12月24日 - 2006年7月2日）は、ニカラグアの政治家。

## 経歴
ヒノテペ市のサン・フェリペ地区でユダヤ系のポーランド移民の息子として生まれた。1958年にソモサ独裁に対する反乱に参加し、1960年にブラジルで追放処分を受けた。1977年に心臓病で兄を亡くした。
サンディニスタ政権下の1980年代、レウィテスはオルテガ兄弟の右腕として活躍した。観光大臣として、ルイッツはモンテリマール（Montelimar）のビーチリゾート開発や首都マナグアのオロフ・パルメ・コンベンションセンター建設といった大型プロジェクトを成功させた。政府を去ってからは、自らの名を冠した遊園地、ヘルティランディア（Hertylandia）を建設した。ヘルティランディアはニカラグア国内で唯一の遊園地である。
ダニエル・オルテガが大統領から退いた1990年、レウィテスはサンディニスタ民族解放戦線（FSLN）からニカラグア国民議会の議員に当選した。しかし4年後の1994年、レウィテスは主流派のオルテガと対立するセルヒオ・ラミレスのサンディニスタ刷新運動（MRS）に加わった。1996年にはサンディニスタとリベラル派候補とで票が割れながらも、マナグアの市長に就任した。1998年にはFSLNの主流派に戻った。2000年にはオルテガのバックアップのもと、サンディニスタの候補としてマナグア市長に再選を果たした。 
2001年にオルテガが三たび落選すると、レウィテスは今度は大統領エンリケ・ボラニョスと協力し、腐敗の原因となった元大統領アルノルド・アレマンを拘束した。しかし、オルテガはアレマンと密約を結んでしまった。レウィテスはオルテガとアルセの派閥にいた腐敗政治家たちをマナグア市政府から追い出した。その成果を右派・左派両方にアピールしたレウィテスは、サンディニスタを代表する歴代の政治家たちの支持を多く集め、ニカラグアで最も人気の高い政治家になった。その後ダニエル・オルテガと2006年党首選を争おうと試みたが、2005年2月にFSLNから追放されてしまった。 
その後、レウィテスはサンディニスタ刷新運動（MRS）に加わり、2006年のニカラグア大統領選挙を目指した。副大統領候補にはエドムンド・ハルキンを選んだ。しかし同年7月2日、心臓発作のためマナグアの病院で死去した。